# 両唇ふるえ音
有声両唇ふるえ音（ゆうせい りょうしん ふるえおん、英: Voiced bilabial trill）は、子音の類型の1つ。唇をぶるぶると振るわせた音。国際音声字母で[ʙ]と記述される。

## 特徴
- 気流の起こし手 - 肺臓気流機構からの呼気。
- 発声 - 声帯の振動を伴った有声音。
- 調音
  - 調音位置 - 下唇と上唇による両唇音。
  - 調音方法
    - 口腔内の気流 -
    - 調音器官の接近度 - 瞬間的な閉鎖と開放を繰り返すふるえ音。
    - 口蓋帆の位置 - 口蓋帆を持ち上げて鼻腔への通路を塞いだ口音。

## 言語例
イタリア語やドイツ語その他では身震いする際に、時折この音声を伴うことがあり、書物には<brrr>や<prrr>などと書かれる。ただし、擬態的な非言語音声としてであり、正規の言語音声として存在している訳ではない。
カメルーンのNgwe語には正規の言語音声として[ʙ]が存在し、例えばNjoagwi方言では「犬」を[mʙy]と言う。
英語版のBilabial trillの記述によると、正規の言語音声としての[ʙ]が確認されている地点はアフリカのカメルーン、インドネシアのスマトラ島、ニューギニア島、ブラジルのアマゾン川流域であり、稀少だが地点に偏りはない。
Peter Ladefoged (2005) "Vowels and Consonants" 2nd edition p.165と付属CDによれば、パプアニューギニアの本島のすぐ北にある小さな島で話されているKeleでは"顔"を[mʙulim]と、同島で話されるTitanでは"鼠"を[mʙulei]と言う。また同書付属CDによれば、ブラジルとボリビアの国境地帯で話されているOro Winでは"小さな男の子"を[tʙ̩um]と言い、"私は丸太の上を歩く"を[tʙ̩otʙ̩ok inan]と言う。
Alexander Adelaar & Nikolaus P. Himmelmann編（2005）『The Austronesian Languages of Asia and Madagascar』よりLea Brown（2005）「Nias」を見ると、同書p.563に[ʙ]に関して説明がある（以下に適宜補いながら和訳する）。
ニアス語のとある子音は世界の言語の中でも大変珍しい（ただし数多くのオーストロネシア諸語に見出されている）。それは両唇ふるえ音[ʙ]である。Ladefoged & Maddieson（1996:130）によれば、Niasの両唇ふるえ音が独特である理由は後続する母音を選ばない点にある。彼らによって調査された他の全ての言語では[u]が後続しており、後続する円唇母音の調音によって強められた両唇性から発達している。Seletan方言ではゆっくりとした発話において前鼻音を伴う[mʙ]が観察されることがあるが、発話先頭の位置では観察されない（ただしCatford（1988:154）によれば、北部の方言では先頭位置でも現れる語例がある）。Seletan方言ではしばしば、両唇ふるえ音[ʙ]が両唇摩擦音[β]として発音されることがある。